# اللغة الصومالية
اللغة الصومالية (اللاتينية:Af-Soomaal، عثمانية:𐒖𐒍 𐒈𐒝𐒑𐒛𐒐𐒘، وَداد:صومالي) من أهم اللغات الحية في القرن الأفريقي وهي لغة رسمية في جمهورية الصومال 
تنتمي اللغة الصومالية إلى اللغات الأفروآسيوية ويتكلم بها نحو 15 مليون صومالي يتركز معظمهم في الجمهورية الصومالية، إقليم الأوغادين وجمهورية جيبوتي وإثيوبيا وكينيا.
وهي اللغة الوطنية والرسمية بالصومال. ولا يتكلمها بطلاقة إلا صومالي سواء كان في هرجيسا أو كيسمايو أو مقديشو أو في جيبوتي. ويتفاهمون بها وإن قل استعمالها لقدمها ولكن لا يزال بعض من المدجان يتحدثونها بطلاقة نوعاً ما.
وتُسمى لغة سومالي (Af-soomaali) وهي أساس اللغة الصومالية الحالية. وتوجد بعض اللهجات التي يتكلمها الصوماليون، فمثلاً تختلف اللهجات التي يتكلمها الصوماليون حسب مناطقهم وتوجد أقليات صغيرة جداً تتكلم بالسواحيلية. وبسبب تقاسم إيطاليا وإنكلترا لاستعمار الصومال فإن اللغتين الإيطالية والإنكليزية معروفتان لدى الصوماليين. وفي الآونة الأخيرة ولكن لا تستخدم إلا في نطاق ضيق. وتعتبر اللغة العربية أيضاً لغة رسمية في البلاد يتحدث بها معظم العلماء والمثقفين كما يفهمها الناس عموما بسبب نظام التعليم غير الرسمي في حلقات المساجد. أما الحديث اليومي بها فينحصر على المهاجرين الجدد والذين لم يمض أكثر من قرن على هجرتهم. ويتركزون في المدن الساحلية ولا سيما في مقديشو. وفي مدينة جمامة بالقرب من كيسمايو بجنوب الصومال يتحدث الجميع باللهجة الحضرمية لتأثرهم بالمهاجرين الحضارم اليمنيين الذين استوطنوا الصومال.

## أمثلة
45

| 765567\| dhul  | terra         | what       |                |        |
| ciel 867       | cir-ka        | cielo      | ewqrewrt سماء  |        |
| eau            | biya-ha       | acqua      | ماء            |        |
| peuple         | dad-ka        | popolo te  | الناس          |        |
| garçon wrt     | 877lle        | naag-ta    | femmine        | الإناث |
| homme          | n677867iin-ka | uomo       | رجل            |        |
| femmes 8678    | manger        | ewrt r     | tertewrt\| أكل |        |
| boire          | cab           | bevi       | شربrw          |        |
| grwerrtwertand | dheer         | longo      | erwعظيم        |        |
| petit          | yar           | piccolo    | ewr صغير       |        |
| nuit           | habeen-ka     | sera/notte | ليل            |        |